# Maik Cibura

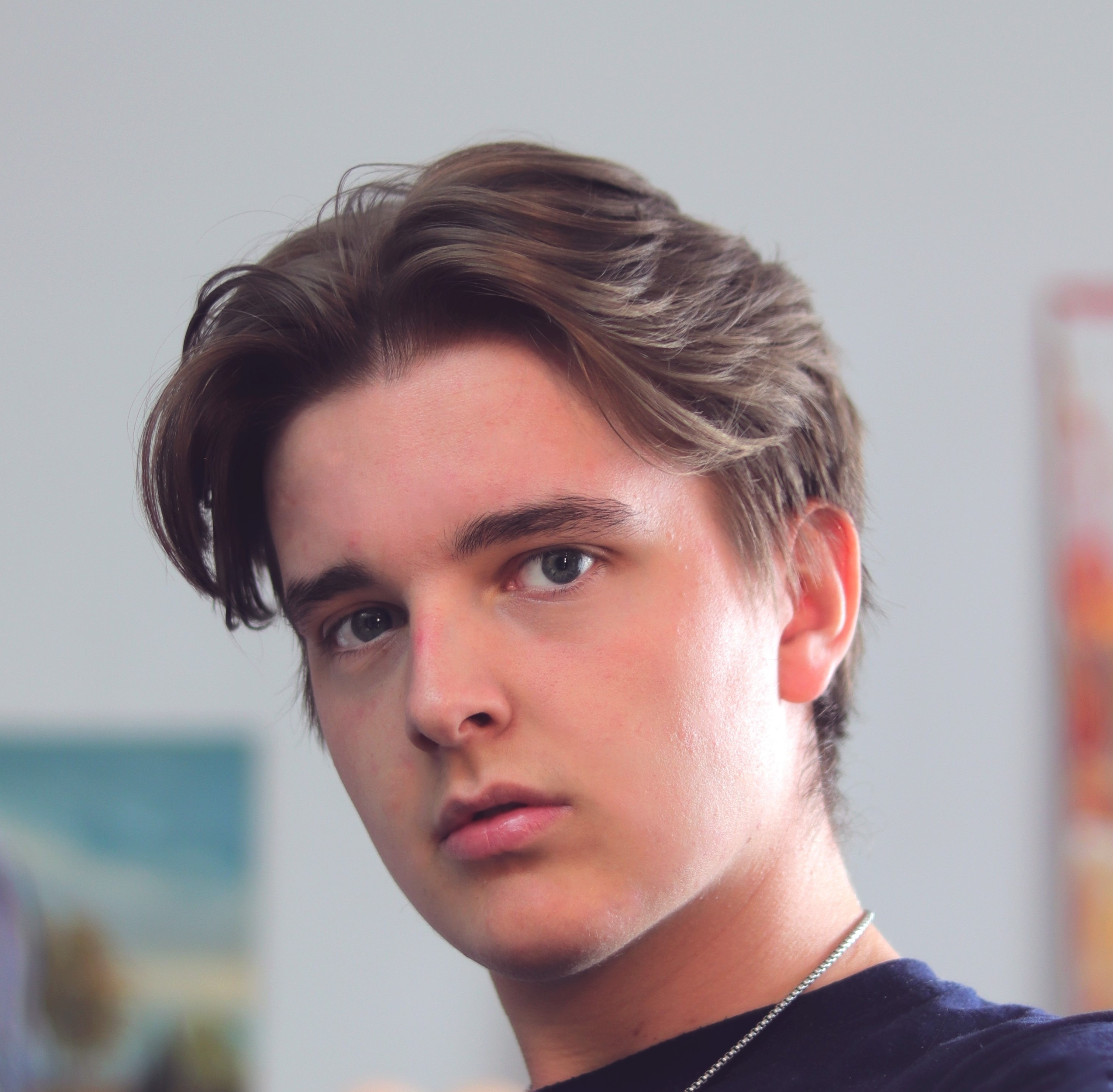
Maik Cibura (2022)

Maik Philipp Cibura (* 26. März 2002 in Brühl) ist ein deutscher Schauspieler.

## Leben und Wirken
Seine erste Schauspiel-Erfahrung sammelte Cibura 2011 am Kleinen Theater Brühl mit dem Stück Urmel aus dem Eis. Darauf folgten Auftritte im Jugendhaus Cultra in verschiedenen Musicals. 2018 belegte Cibura Workshops der Stage School Hamburg und stand mit einem Musical der Stage School auf der Bühne.
Cibura legte 2020 sein Abitur am Max-Ernst-Gymnasium Brühl ab und wurde dort für besonderes schulisches Engagement mit dem Förderpreis ausgezeichnet. Anschließend studierte er Sozialwissenschaften an der Universität zu Köln und begann eine Ausbildung zum Filmschauspieler an der Internationalen Akademie für Filmschauspiel (IAF) in Köln.
Seine erste Erfahrung beim deutschen Fernsehen machte er 2018 in der RTL-Serie Krass Schule – Die jungen Lehrer. Er war 2020 als Episodencast in Unter Uns (RTL) in der Rolle des Timo Esswein und als Tobias in Tilo Neumann und das Universum (Sat.1, 2020) zu sehen.
Seine erste Hauptrolle spielte er 2021 in der Serie Waidendorf (RTL II; Youngest Media) als Marvin Palowski. Seit 2022 steht Cibura im Hauptcast von Am liebsten schon gestern als Dustin. Zudem ist er Werbegesicht für Ariel im deutschen Fernsehen.

## Filmografie
- 2018: Krass Schule – Die jungen Lehrer
- 2020: Unter uns
- 2021: Tilo Neumann und das Universum
- 2021: Waidendorf
- 2022: Am liebsten schon gestern